# Biserica reformată din Strugureni

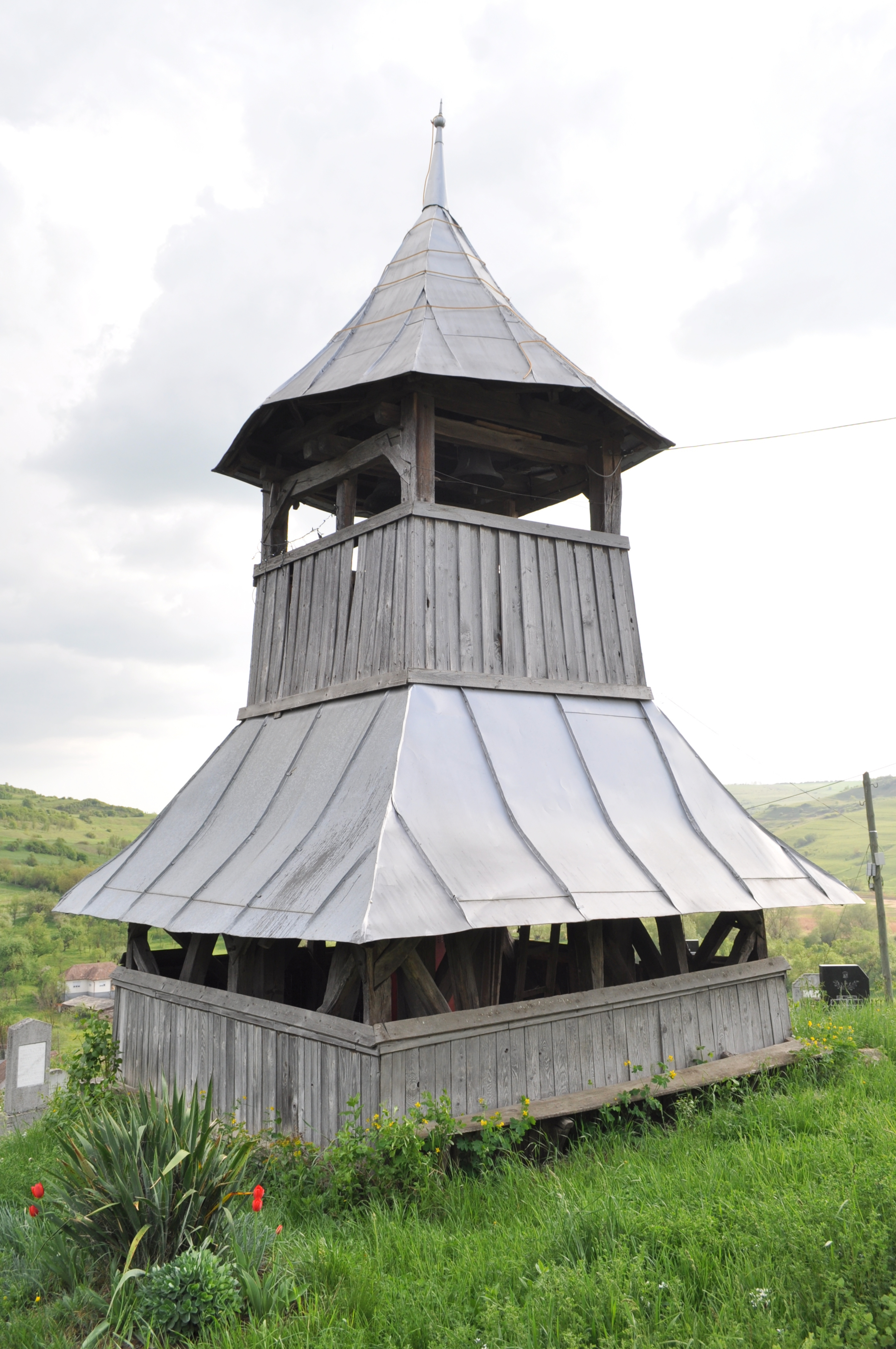
Clopotnița de lemn

Biserica reformată din Strugureni este un ansamblu de monumente istorice aflat pe teritoriul satului Strugureni, comuna Chiochiș. În Repertoriul Arheologic Național, monumentul apare cu codul 33104.05.

Ansamblul este format din două monumente:
- Biserica reformată (cod LMI BN-II-m-A-01706.01)
- Turn clopotniță din lemn (cod LMI BN-II-m-A-01706.02)

## Localitatea
Strugureni, mai demult Vereșhaza, Verihaza (în maghiară Mezőveresegyháza, Veresegyháza, Veresegyházîn, în dialectul săsesc Rûtkirich, în germană Rothkirchen, Rothkirch) este un sat în comuna Chiochiș din județul Bistrița-Năsăud, Transilvania, România. Satul este atestat documentar în anul 1373, sub numele Veresegyhaz, ca sat maghiar.

## Biserica
Biserica a fost construită în secolul al XII-lea, în stil romanic, însă doar o mică parte din biserica inițială s-a păstrat până în zilele noastre, ea fiind reconstruită în stil gotic în secolul al XV-lea. Locuitorii satului erau inițial catolici, dar în timpul reformei protestante au trecut la Unitarianism. În anul 1594 satul devenise centrul unitarienilor din Transilvania de Nord, însă principele György Rákóczi a obligat locuitorii să treacă la Biserica Reformată. În 1694, satul a fost distrus complet în timpul invaziei mongole, doar biserica rămânând intactă. Biserica a suferit renovări majore doar de două ori, în 1772 și 1884. 
Biserica nu are turn, dar clopotnița de lemn alăturată, monument istoric, datează probabil din anul 1664 și era amplasată inițial în centrul satului.

## Imagini din exterior

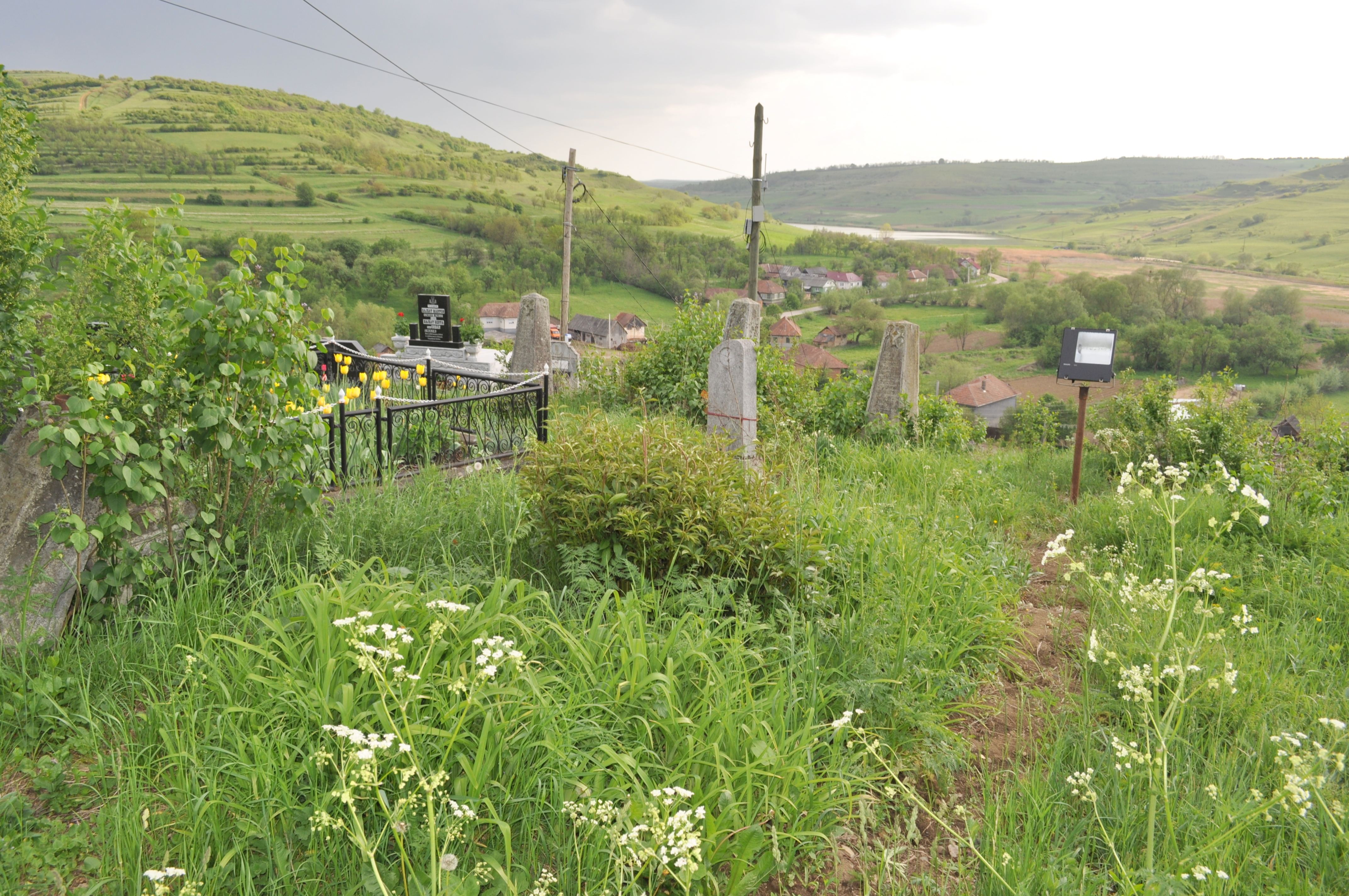
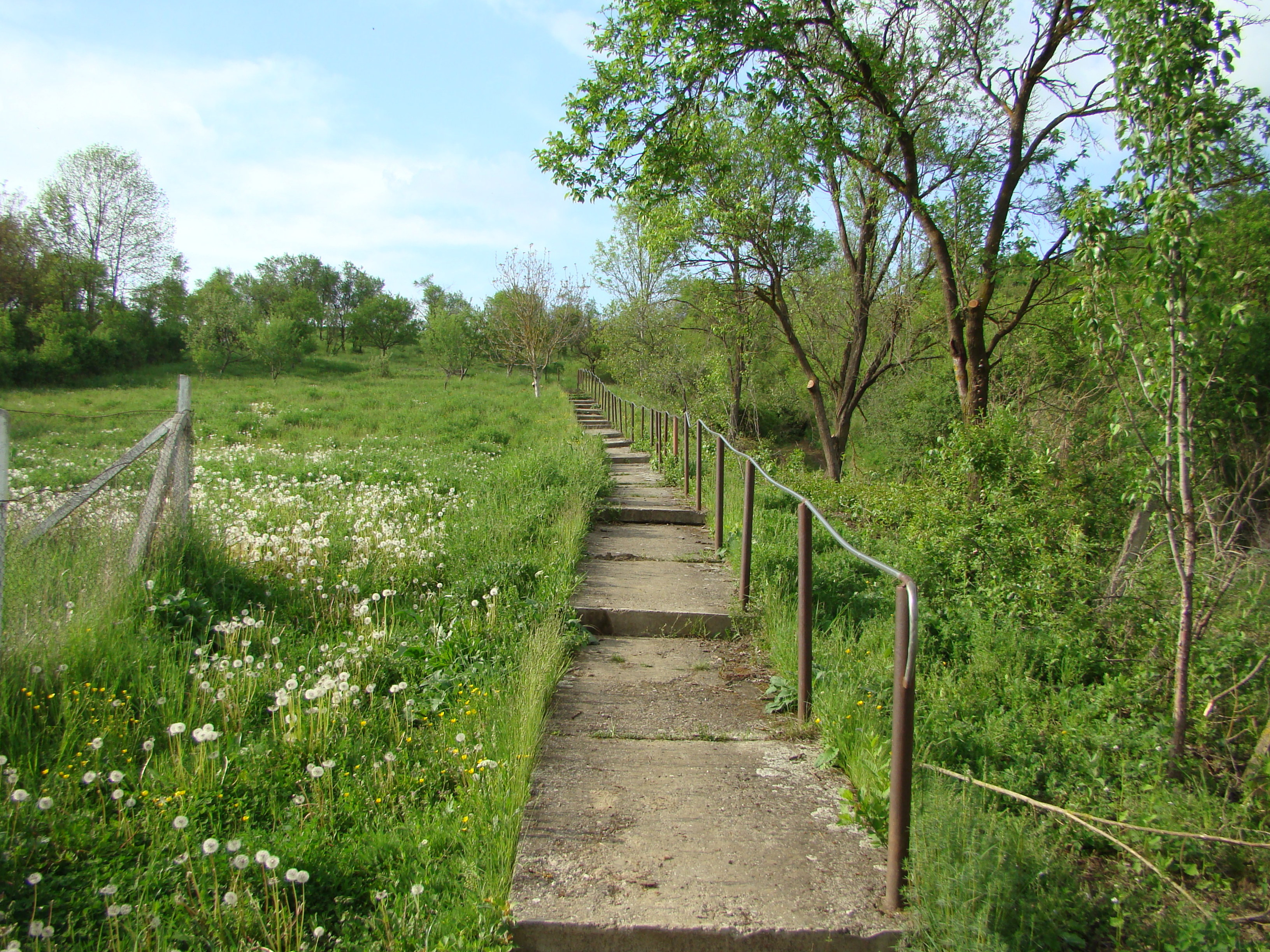
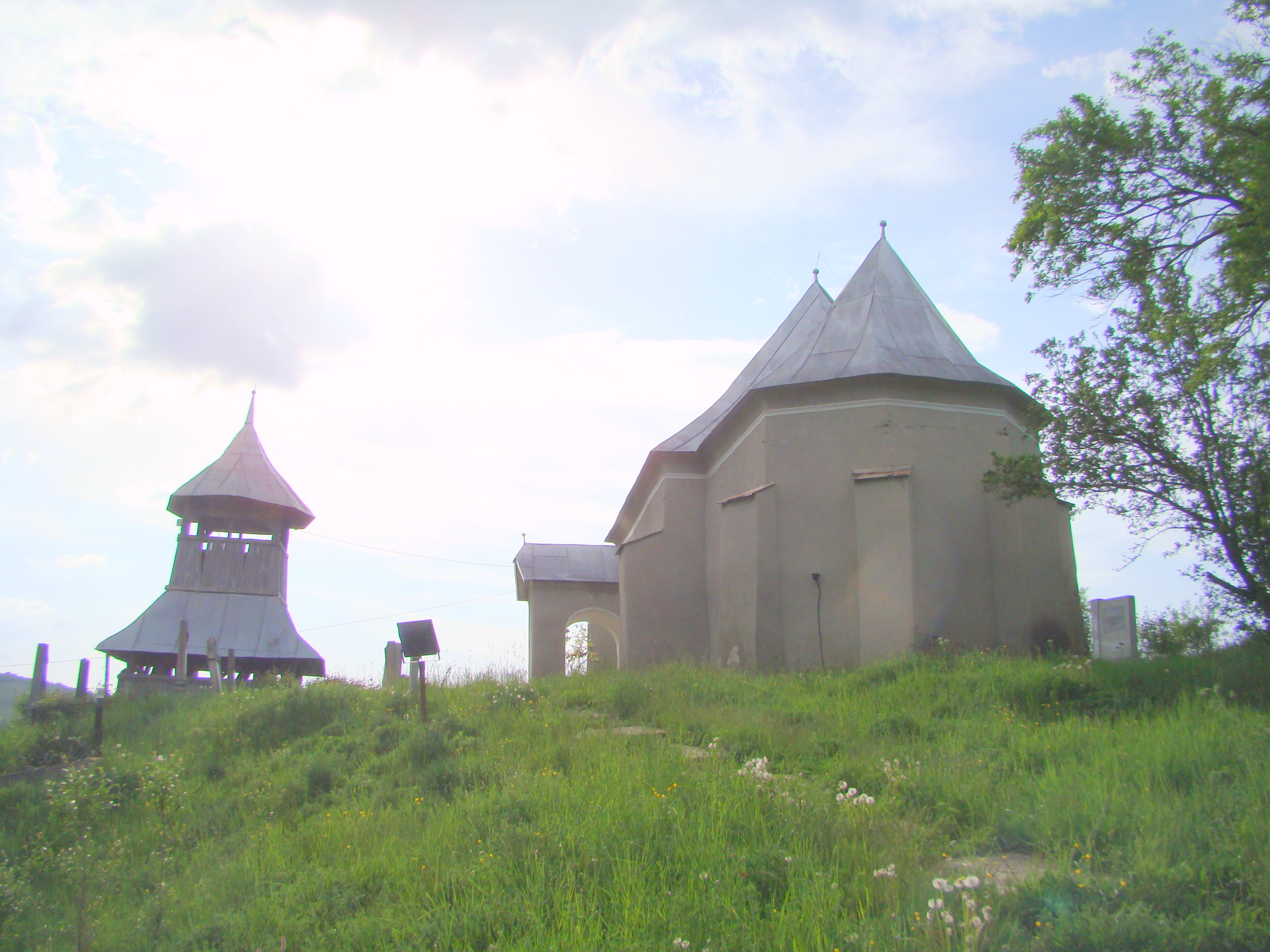
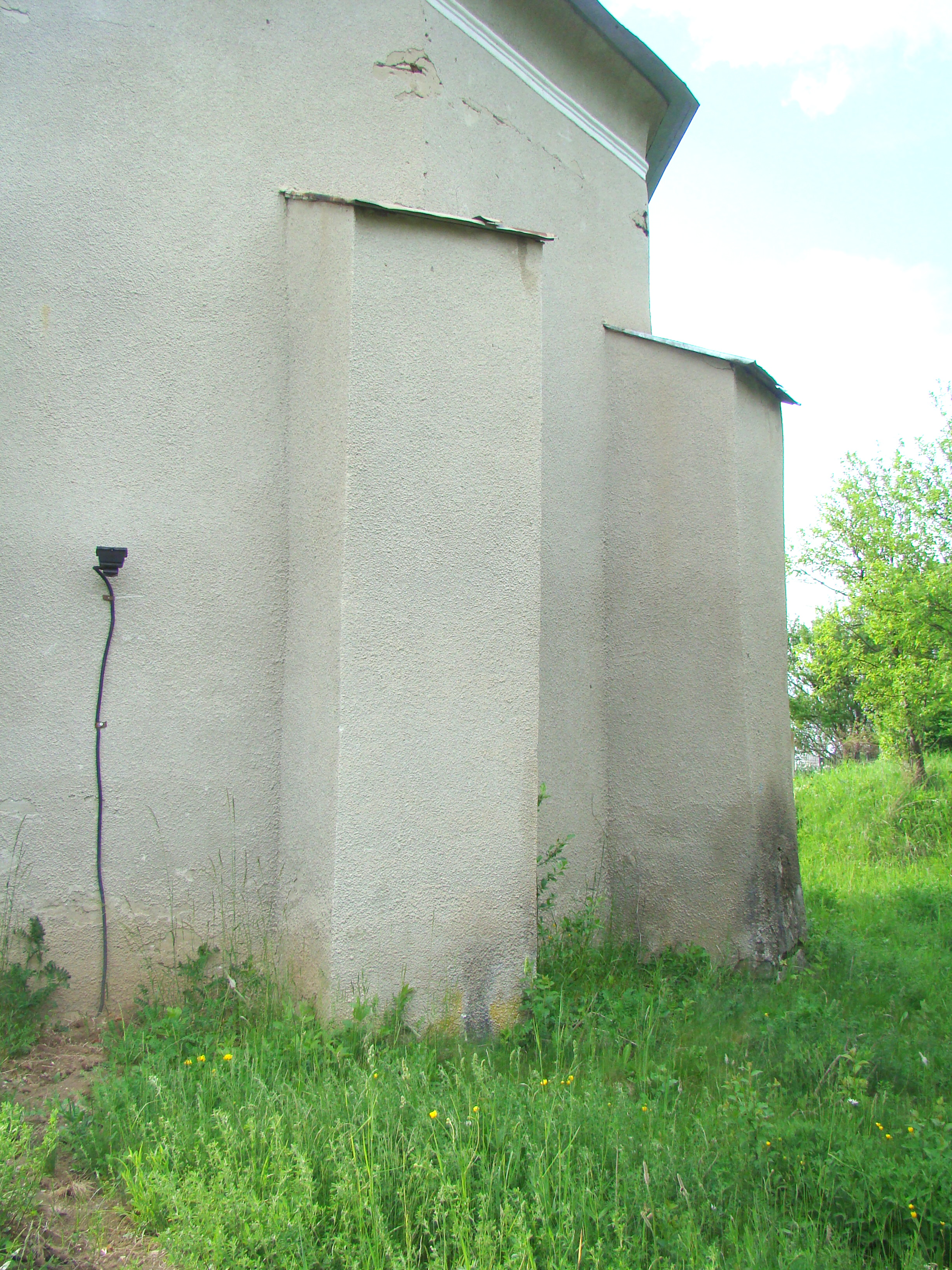
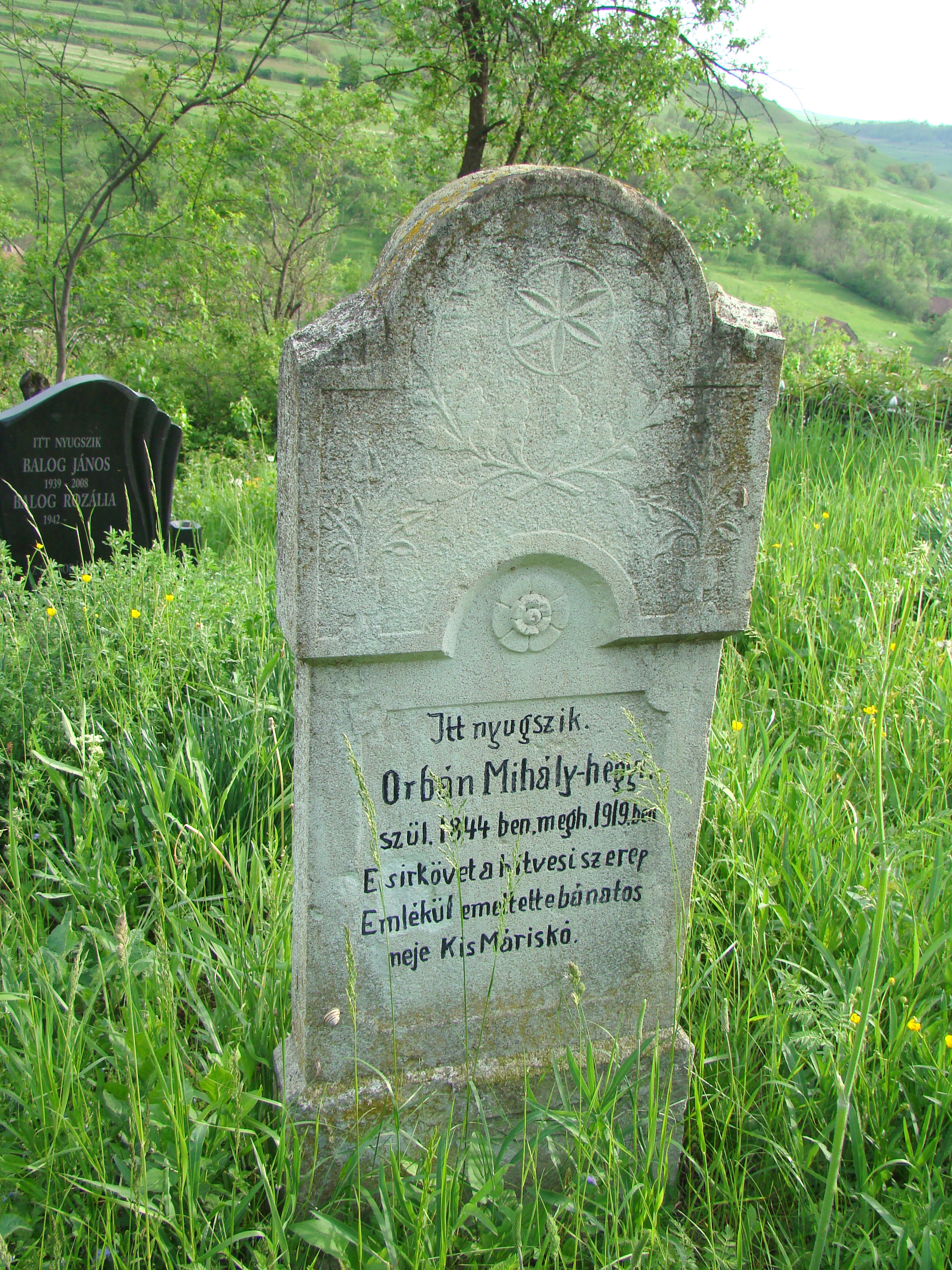
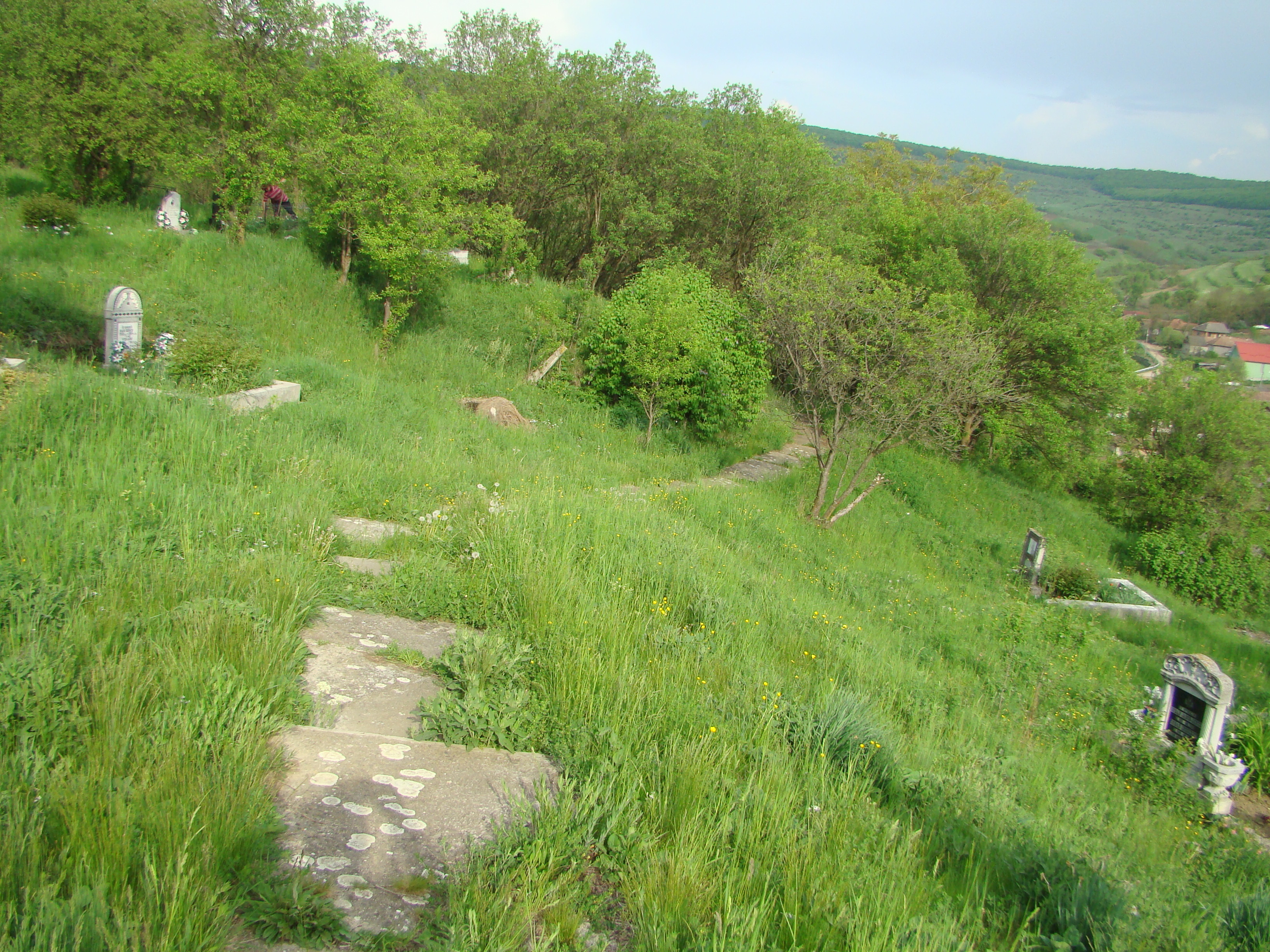
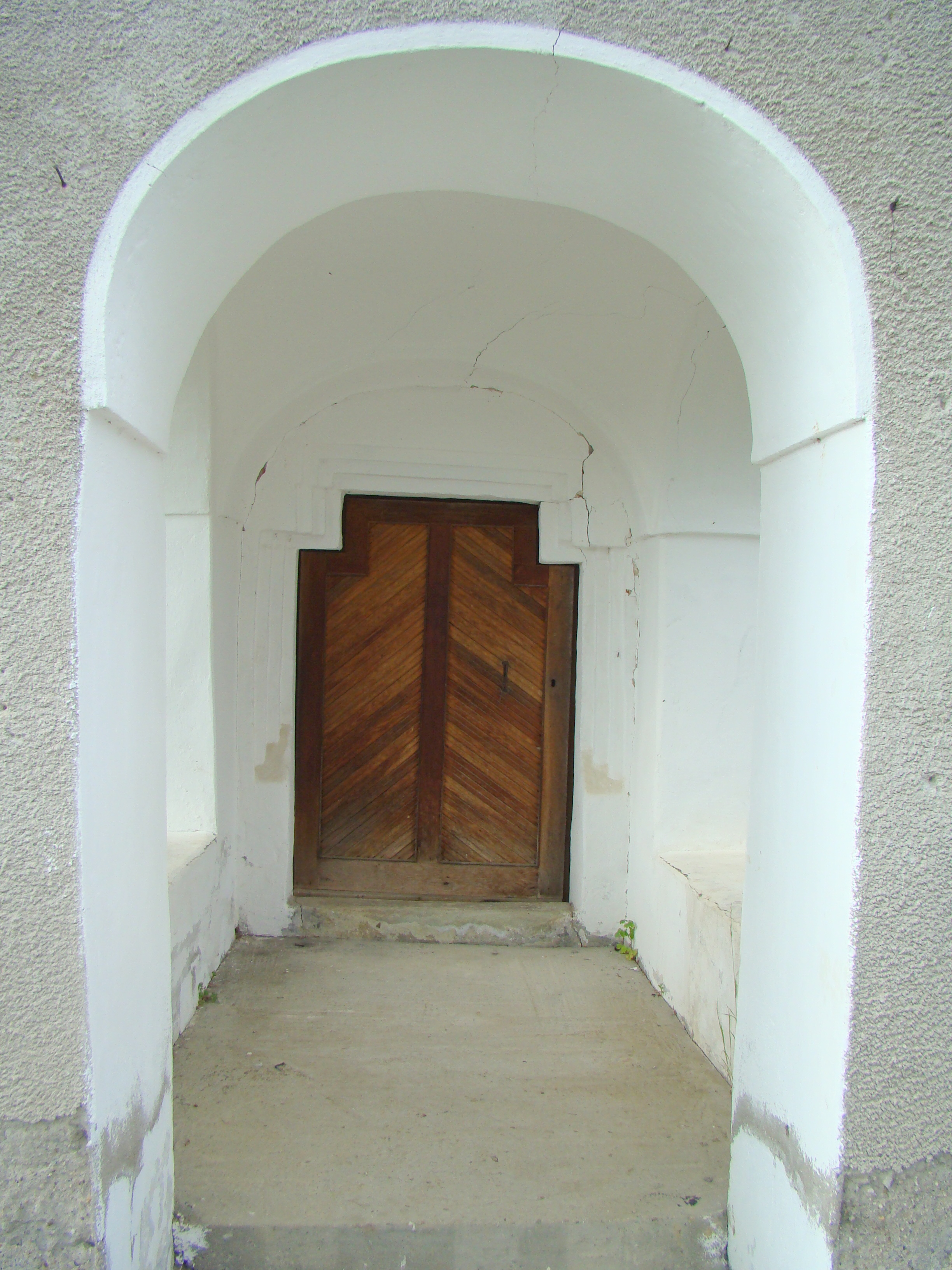
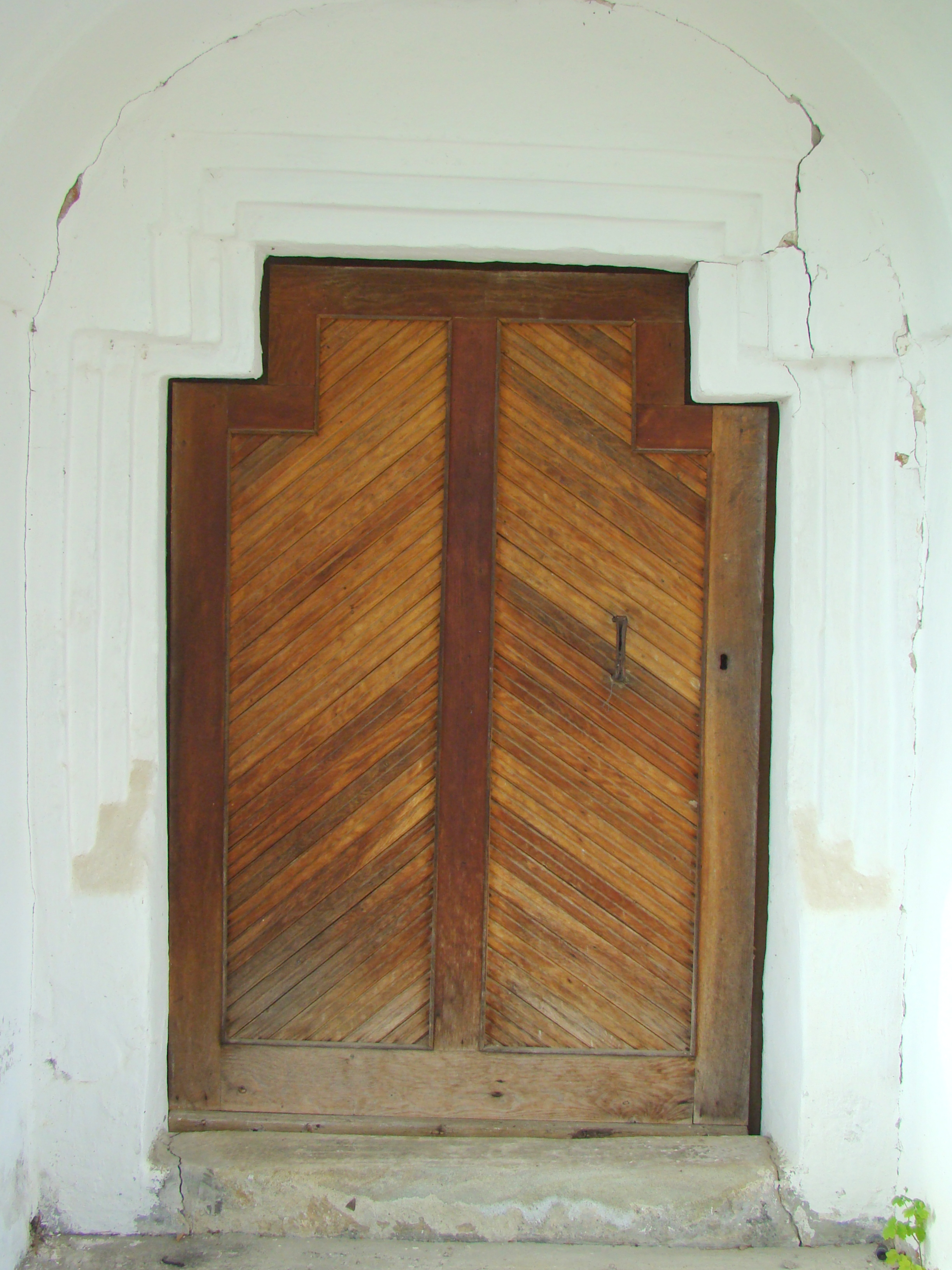
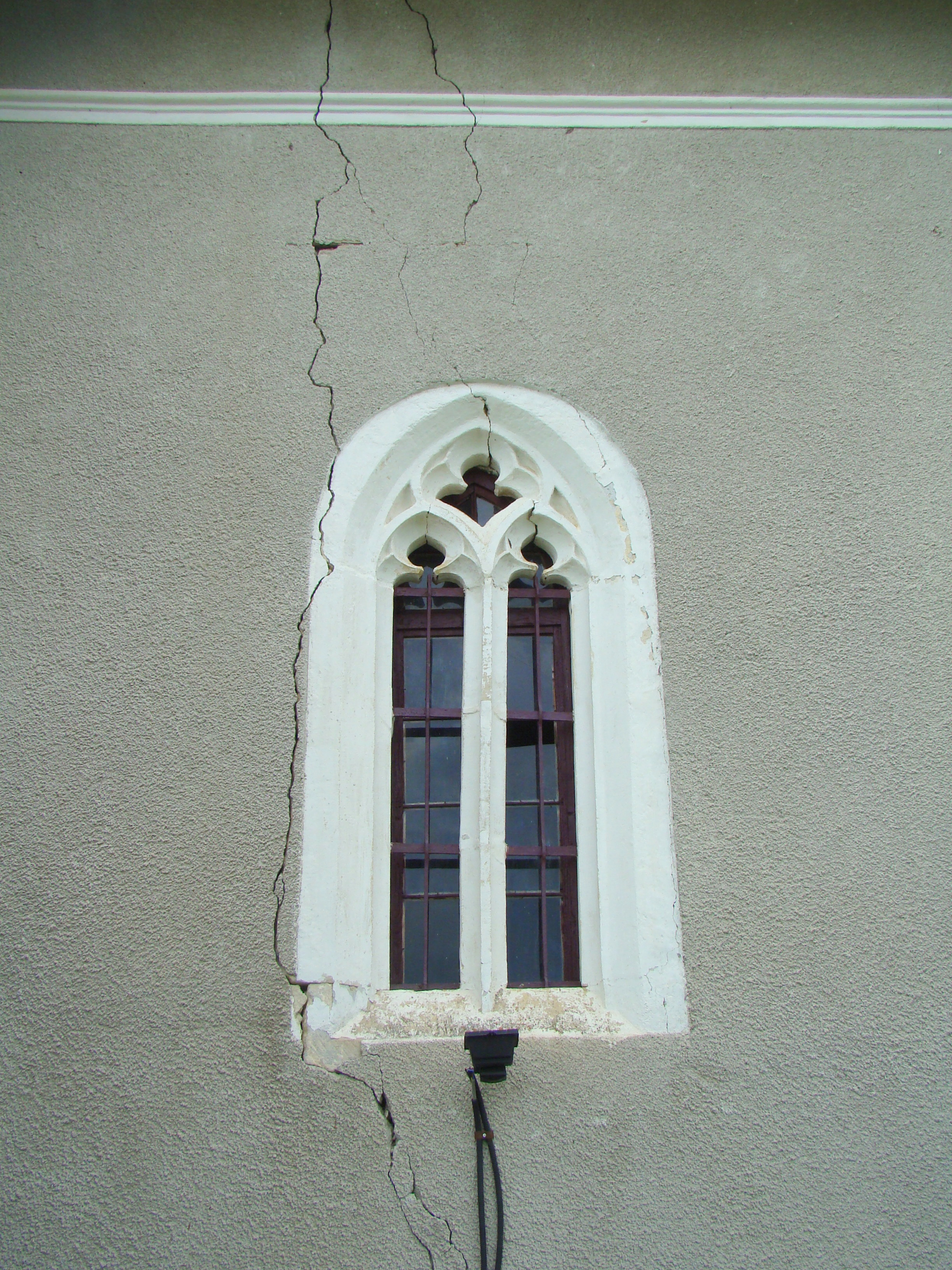
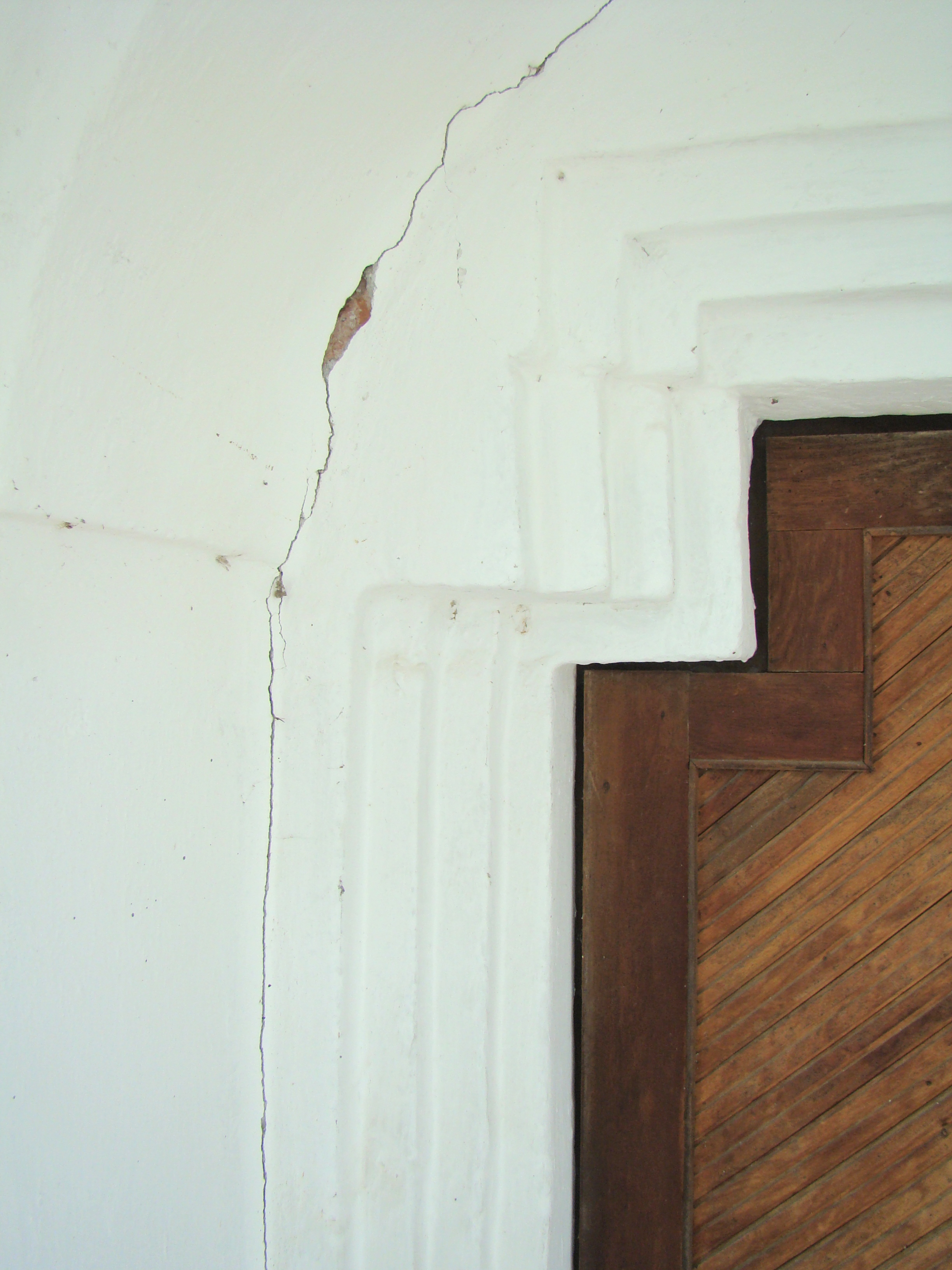
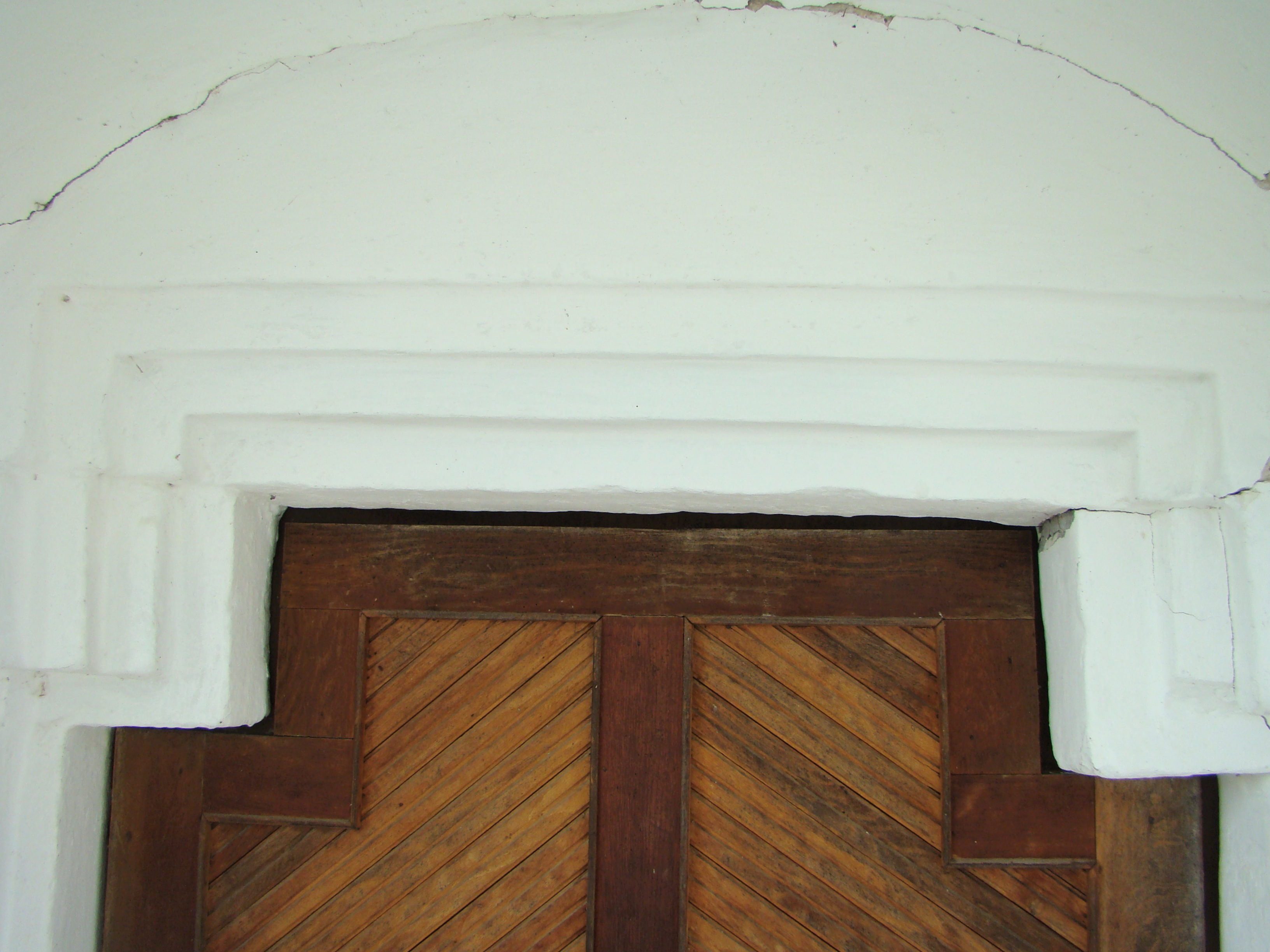
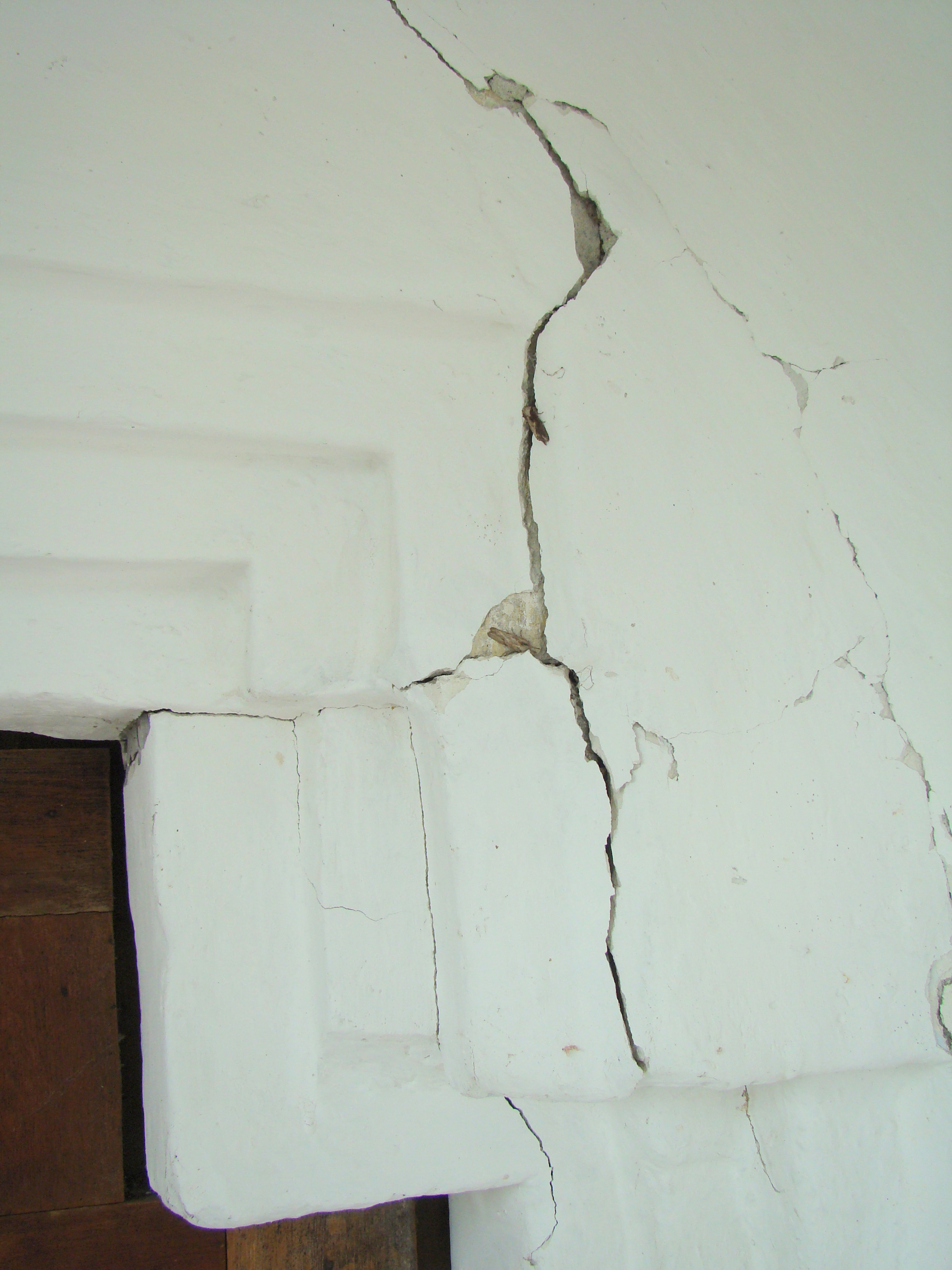
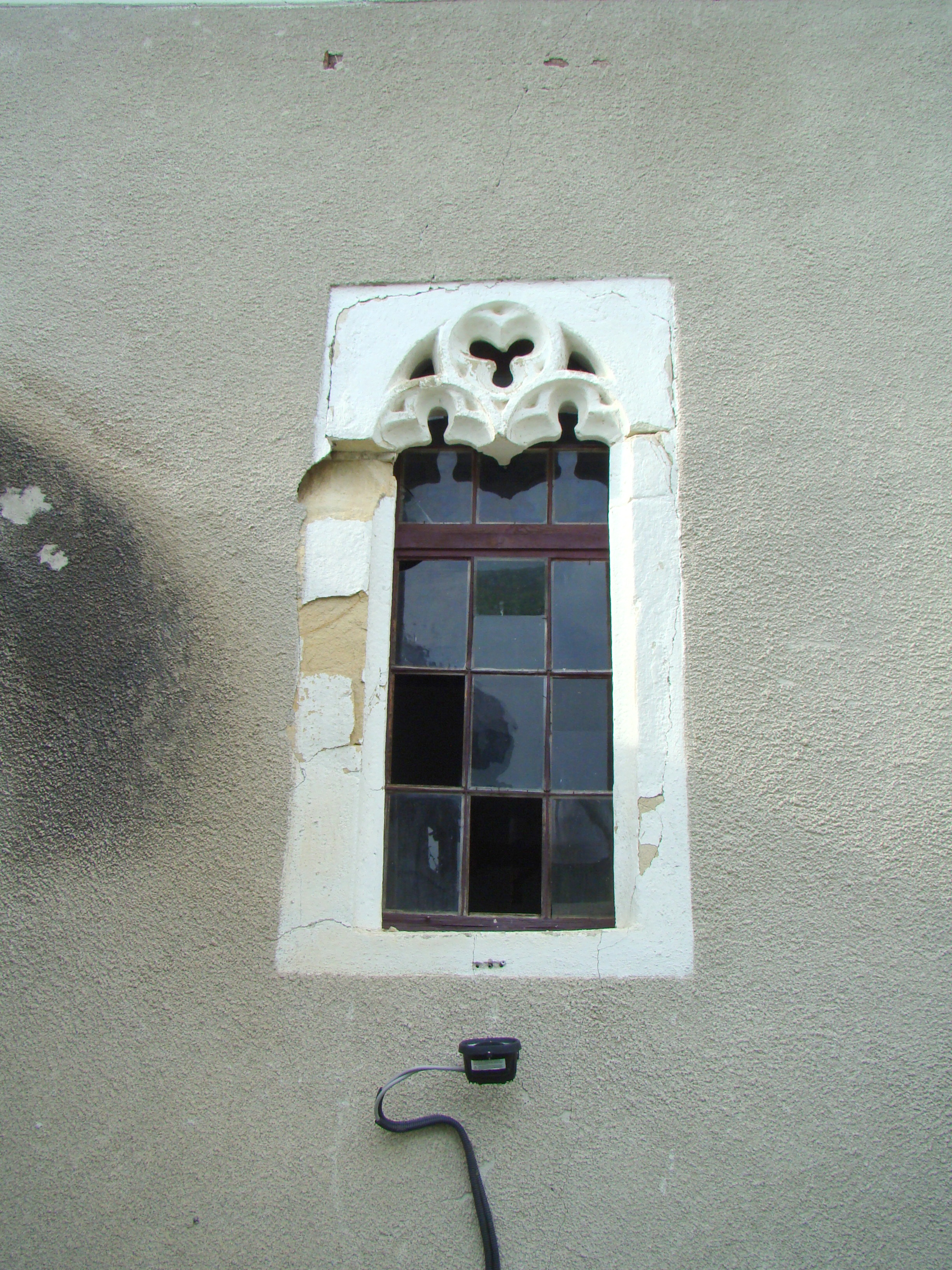
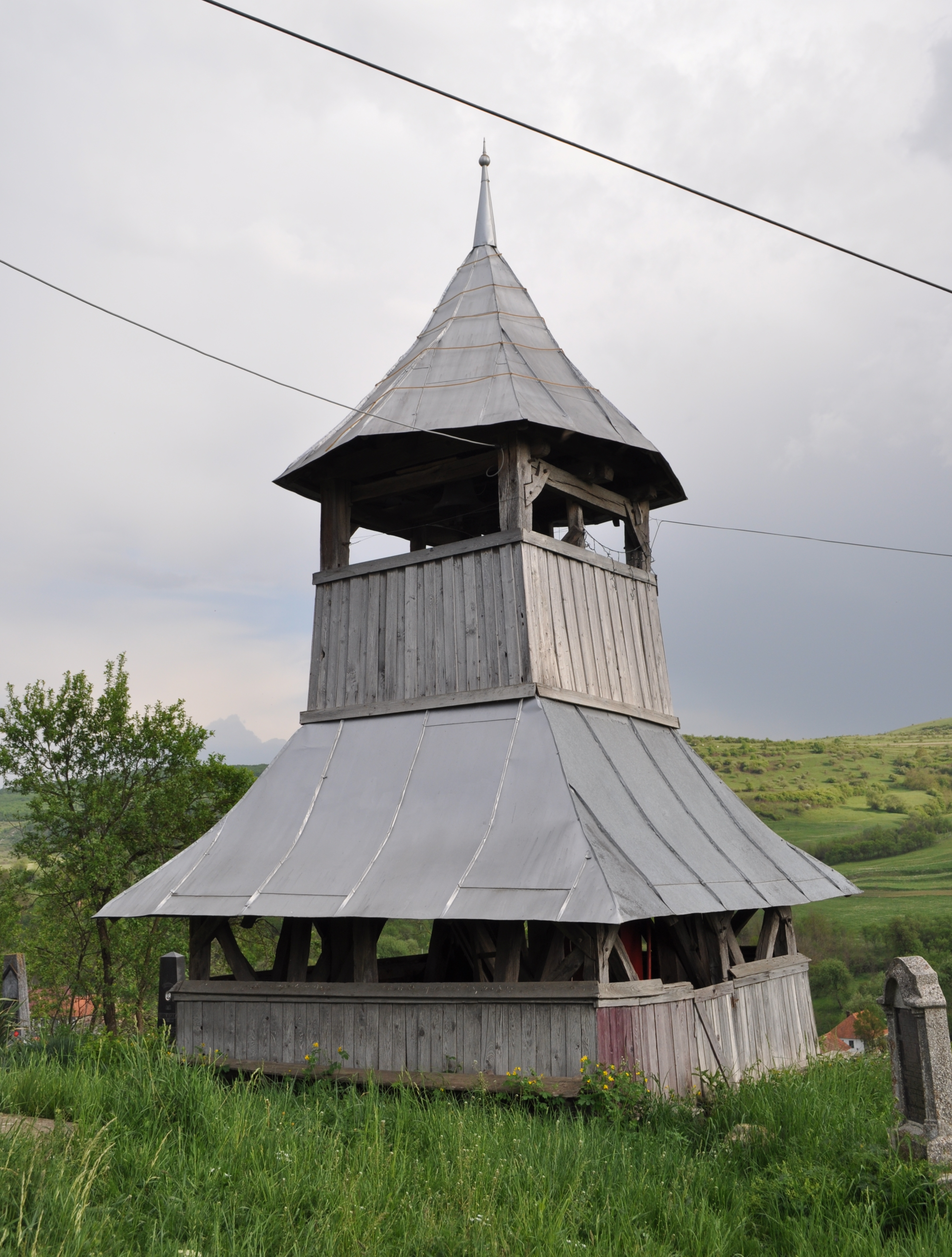
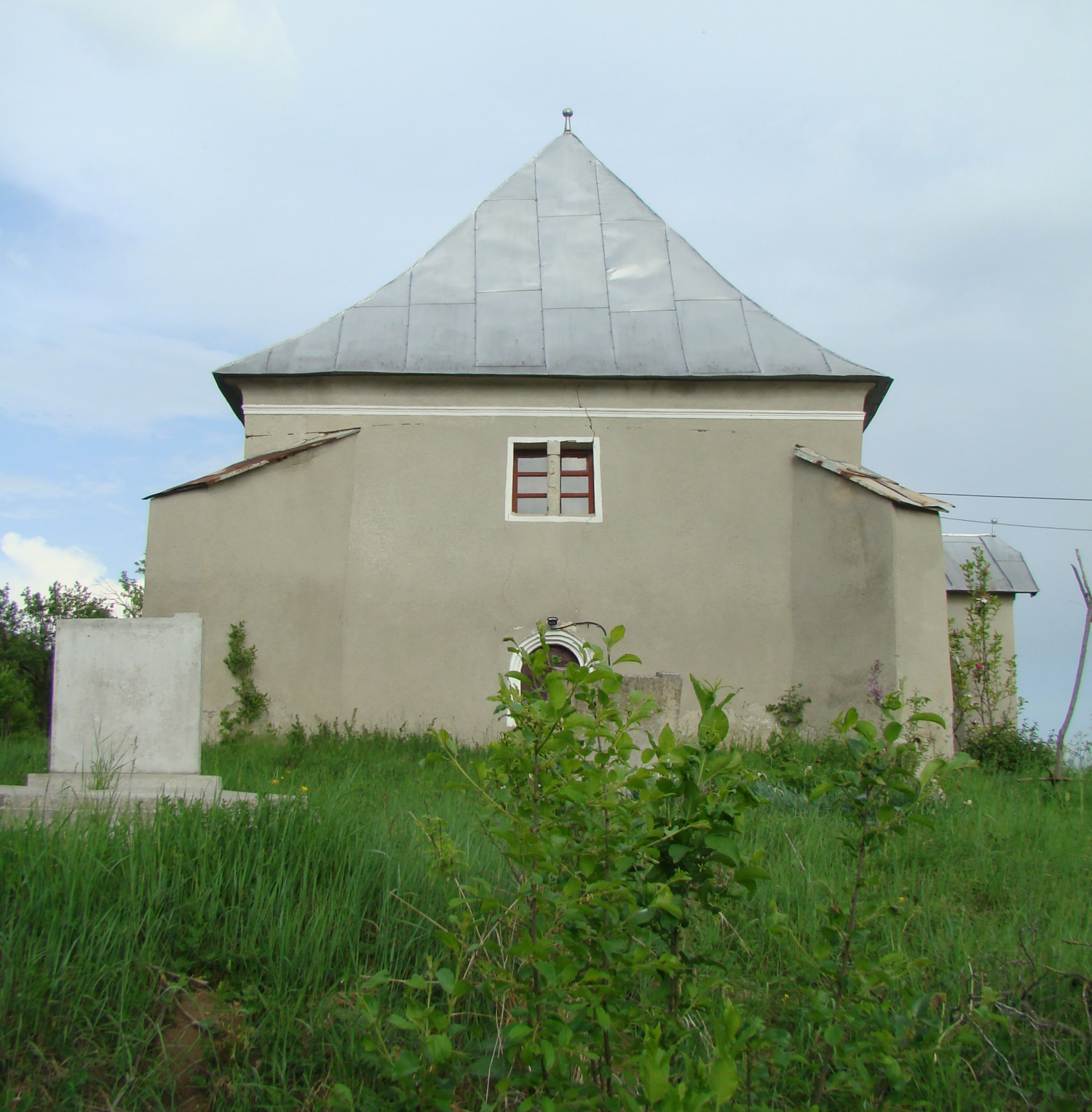
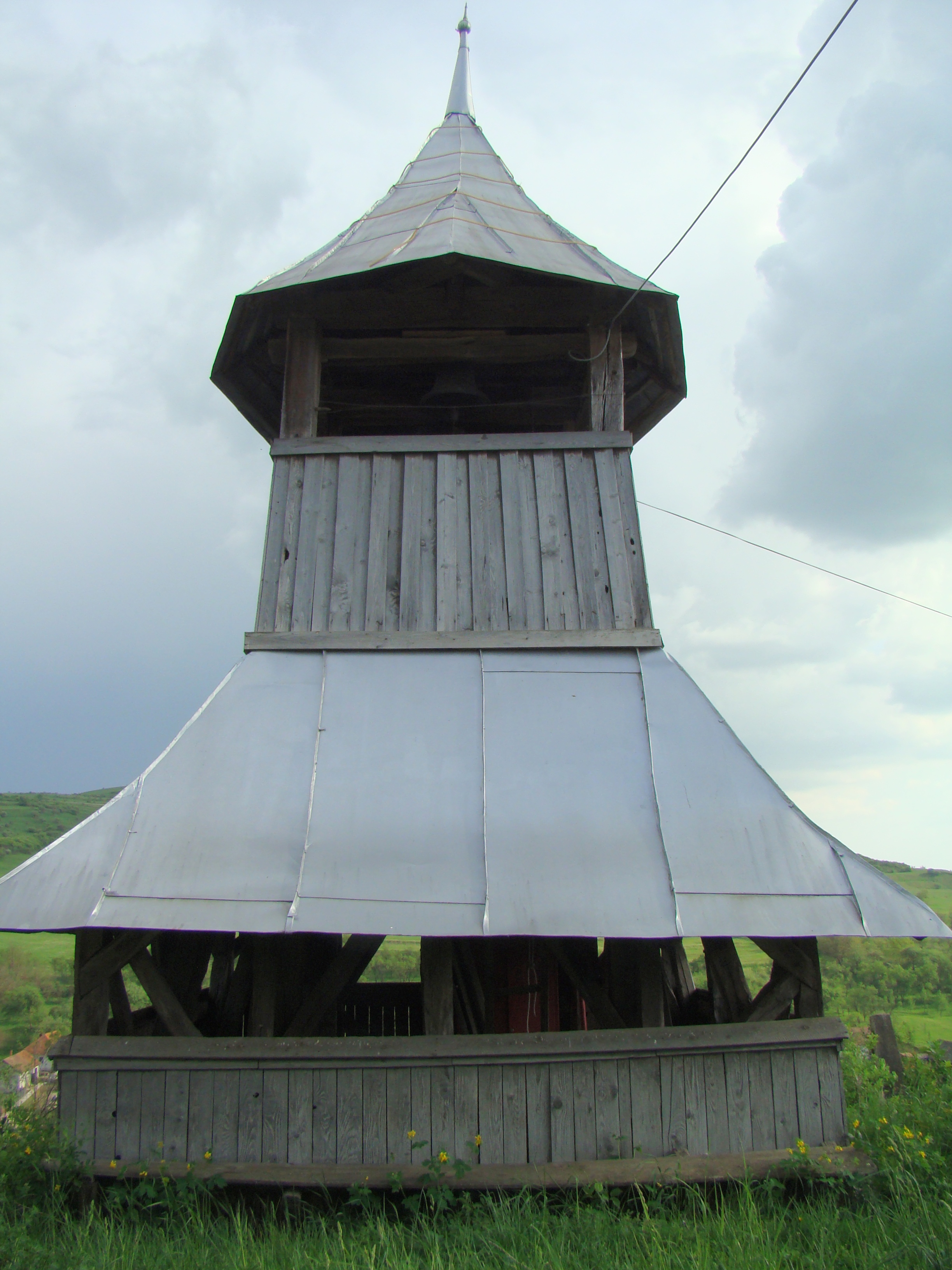
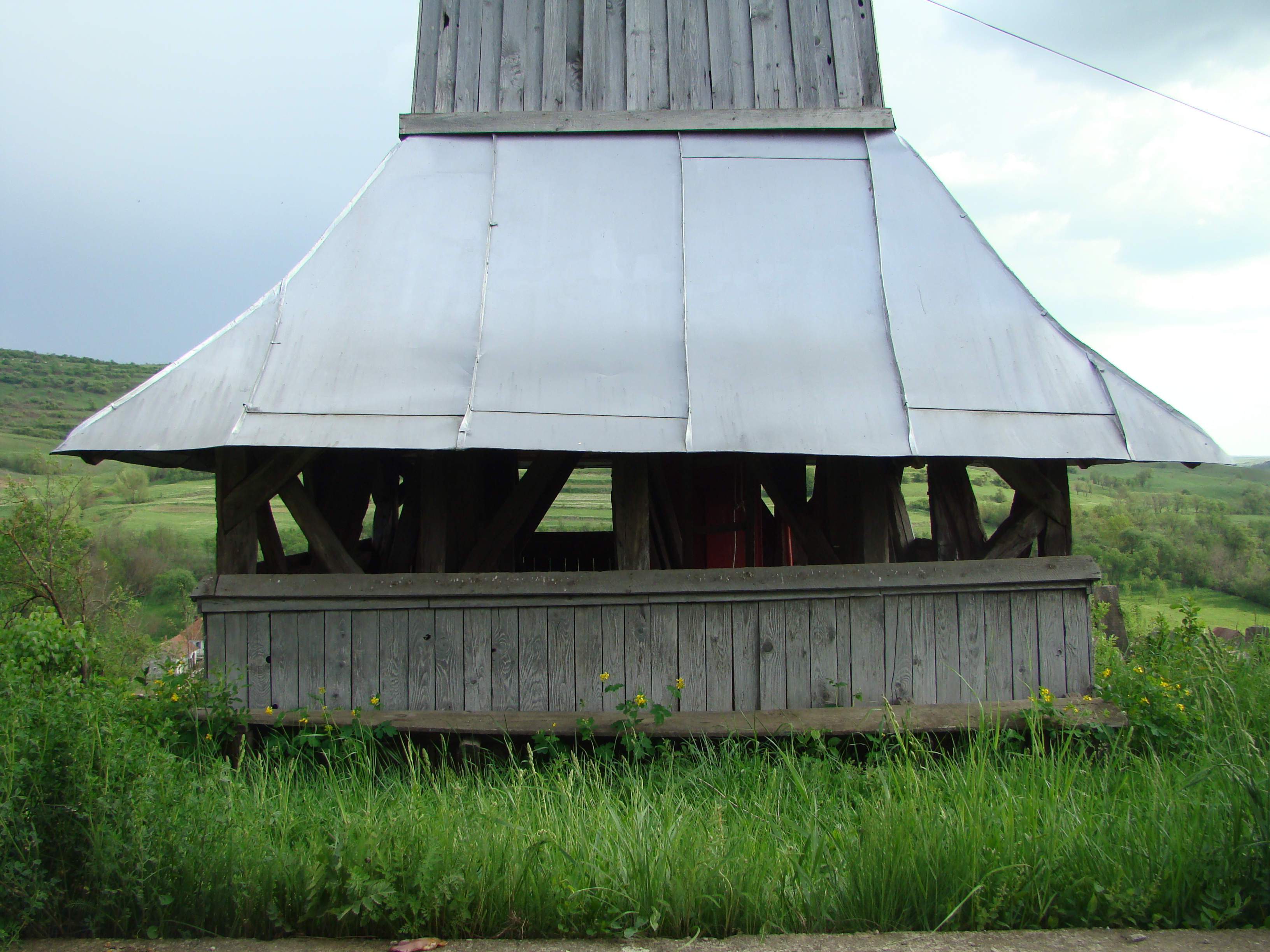
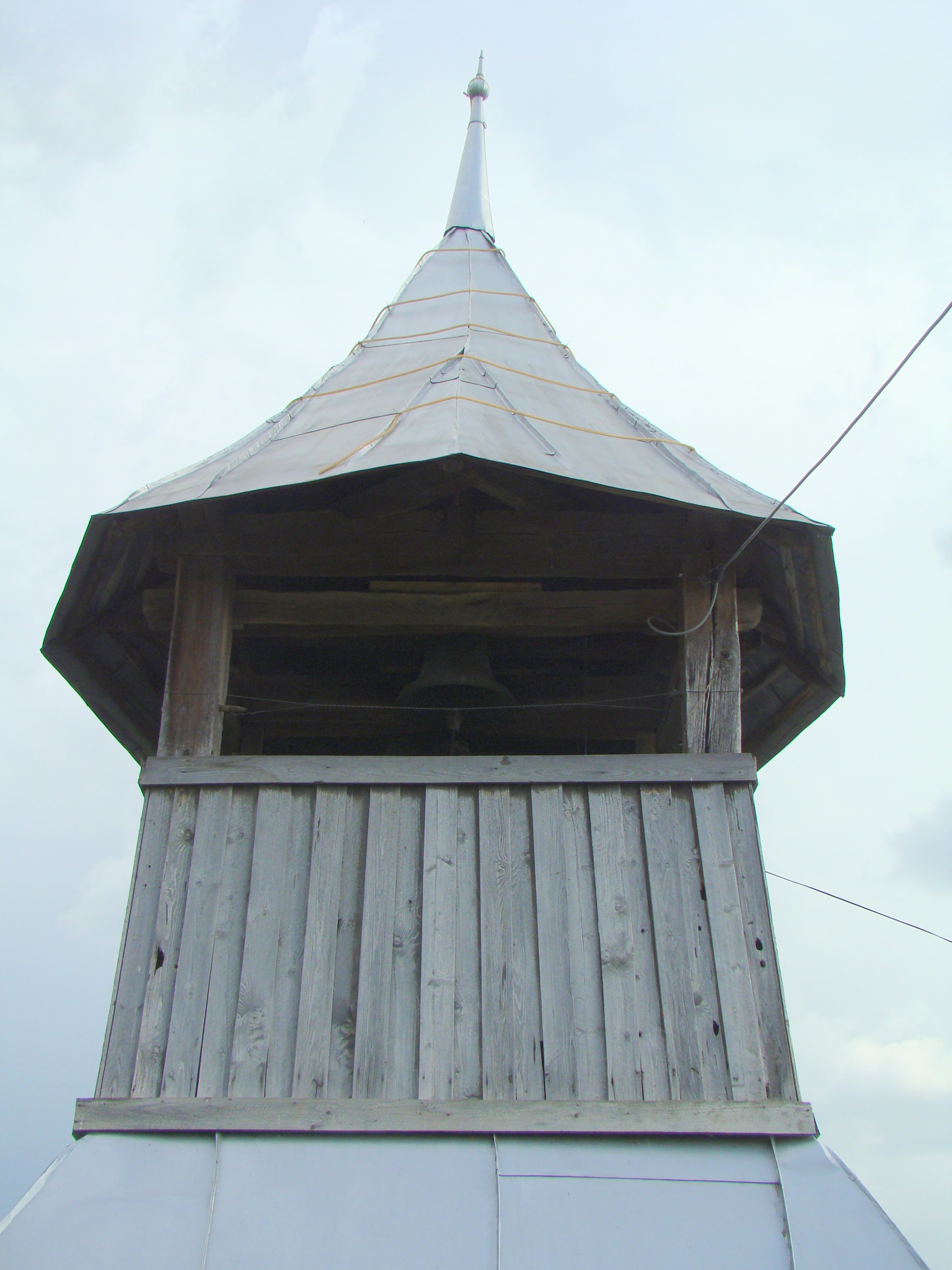
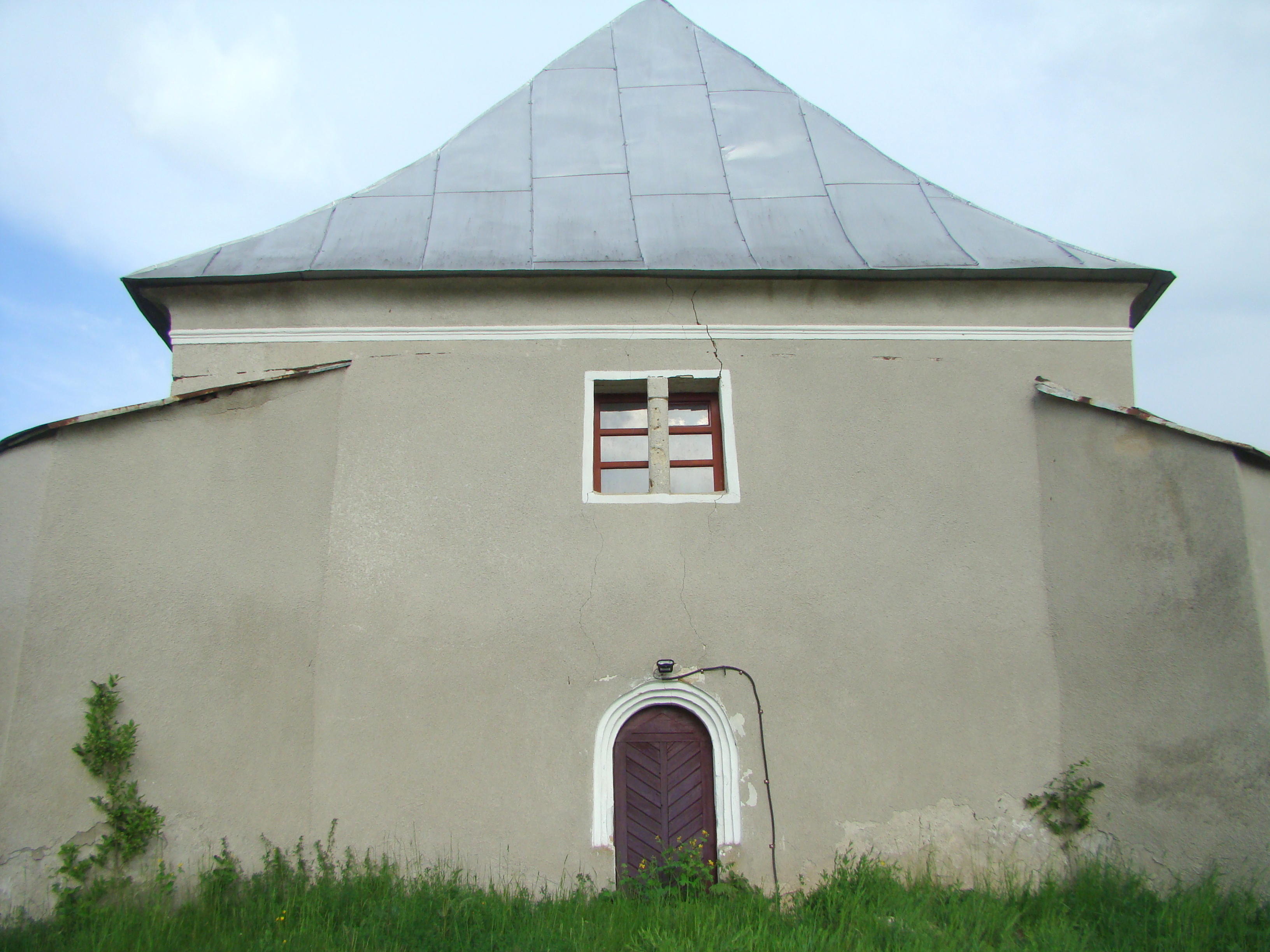
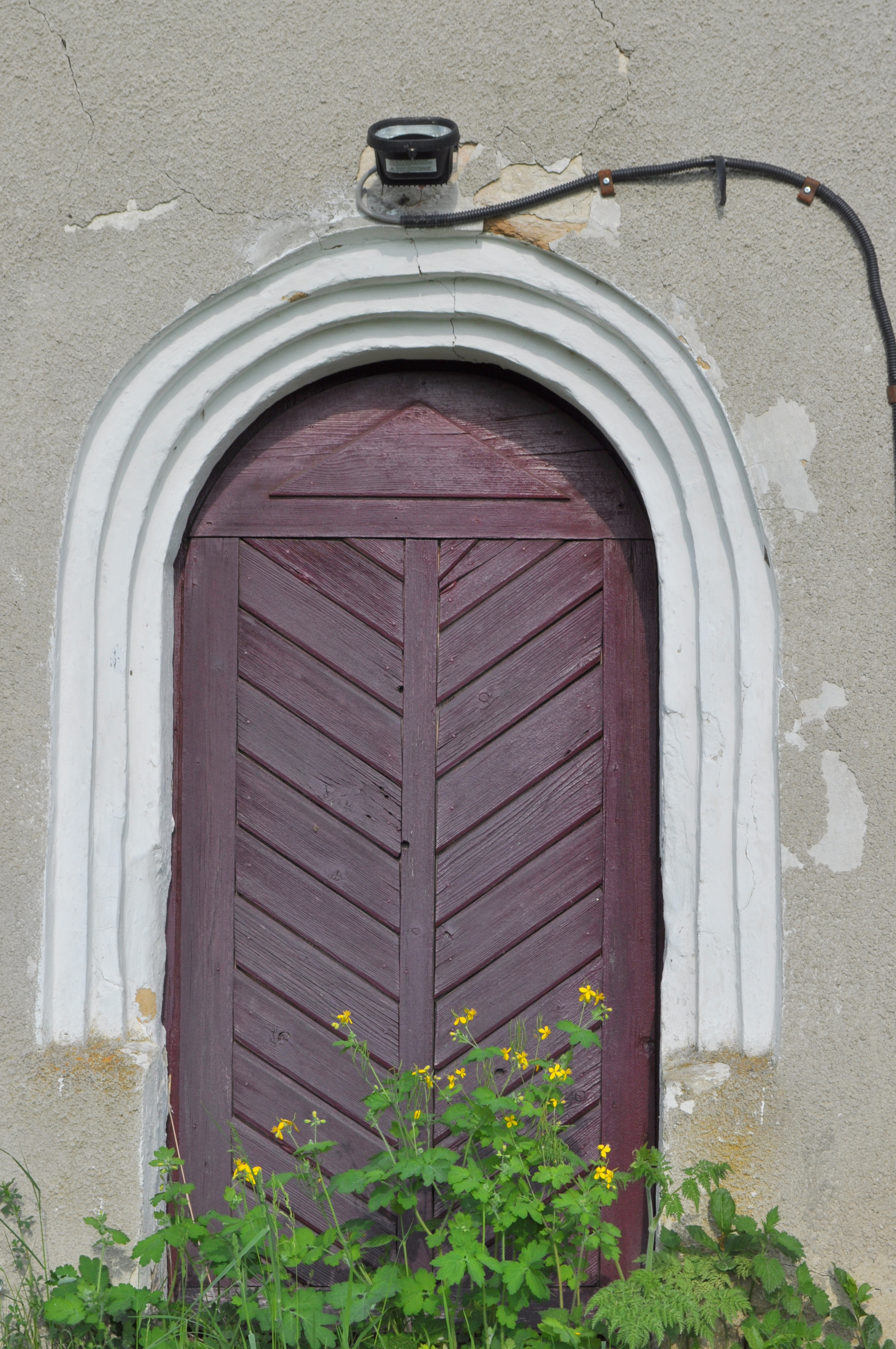
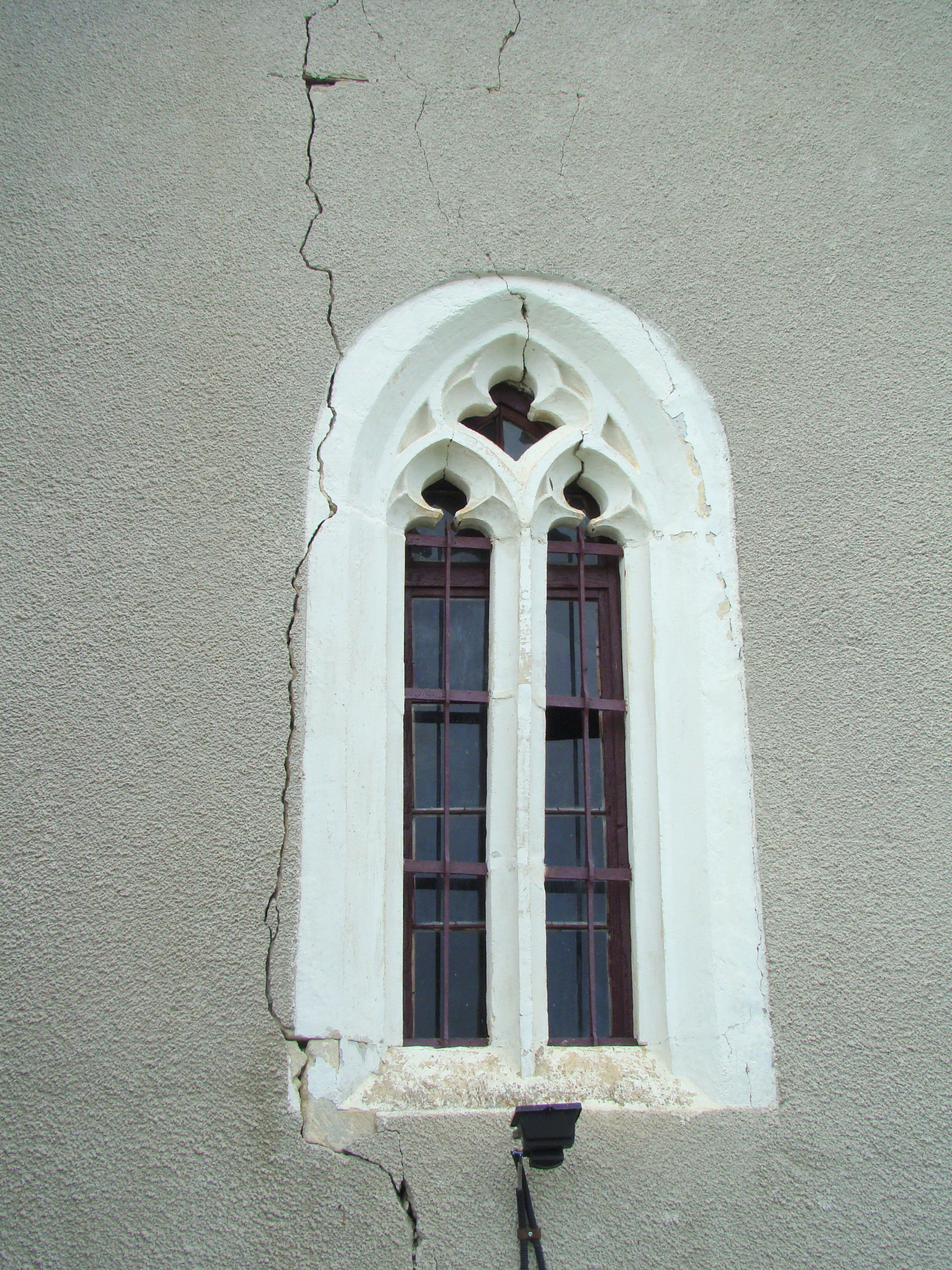
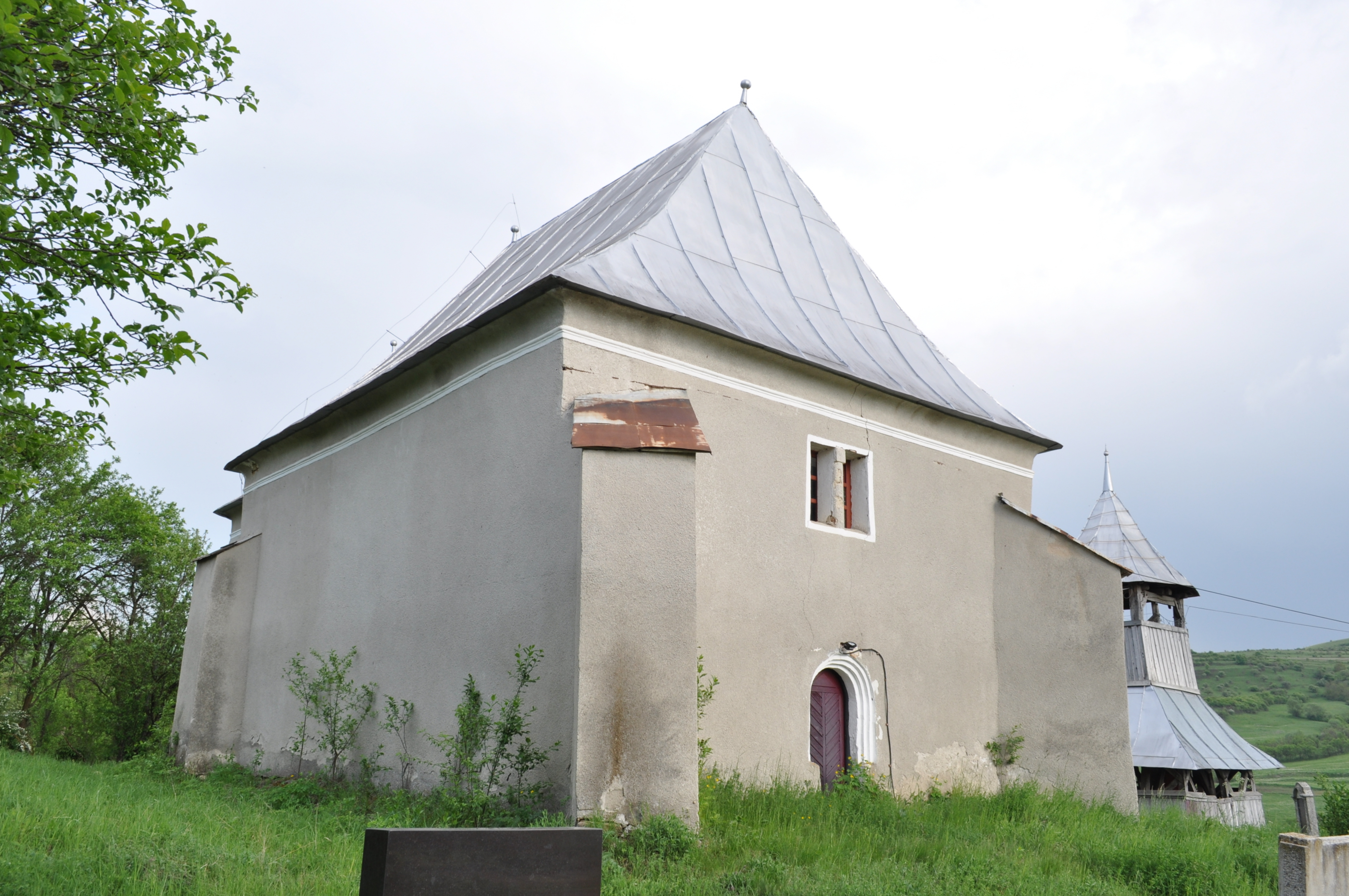
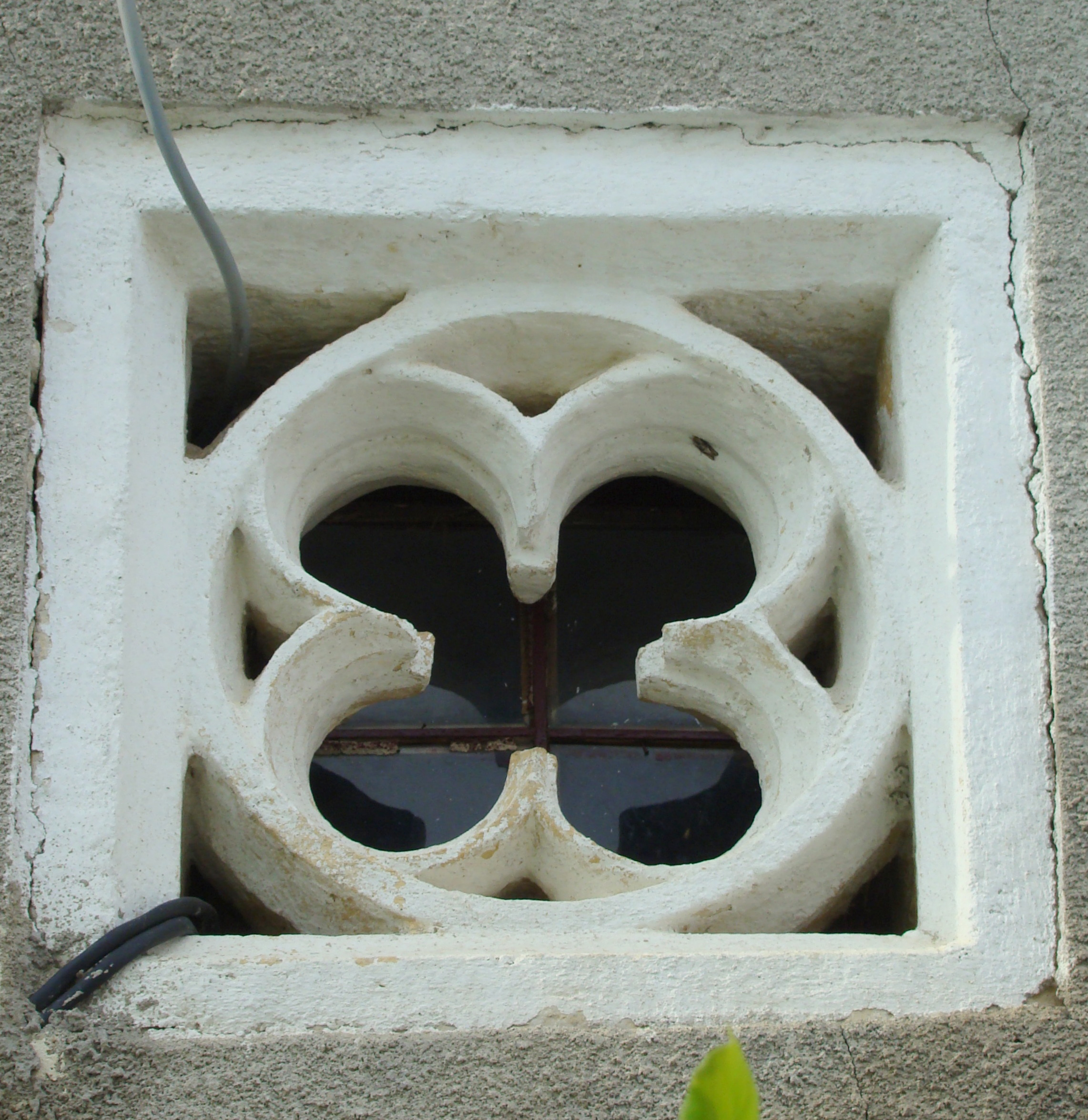
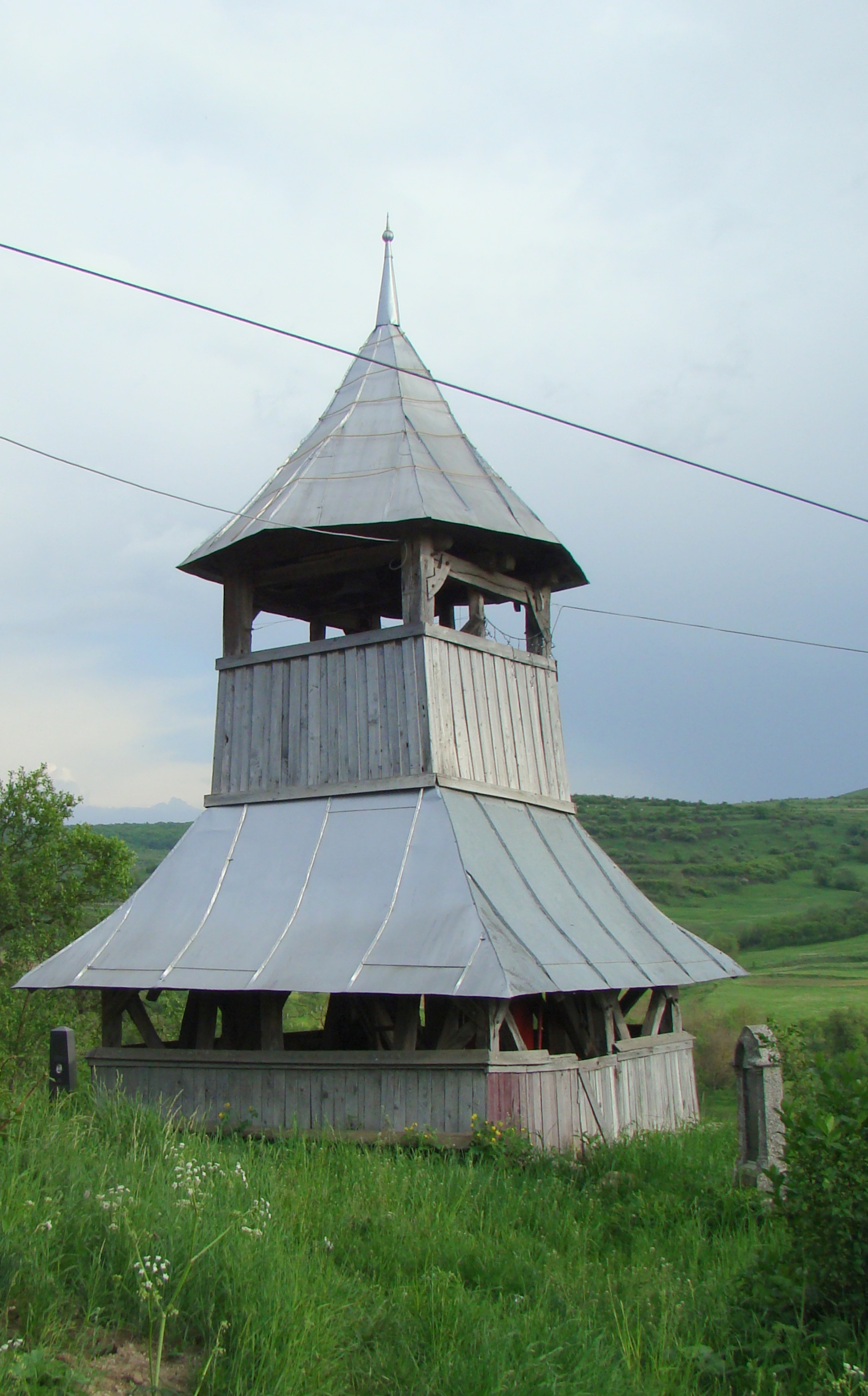
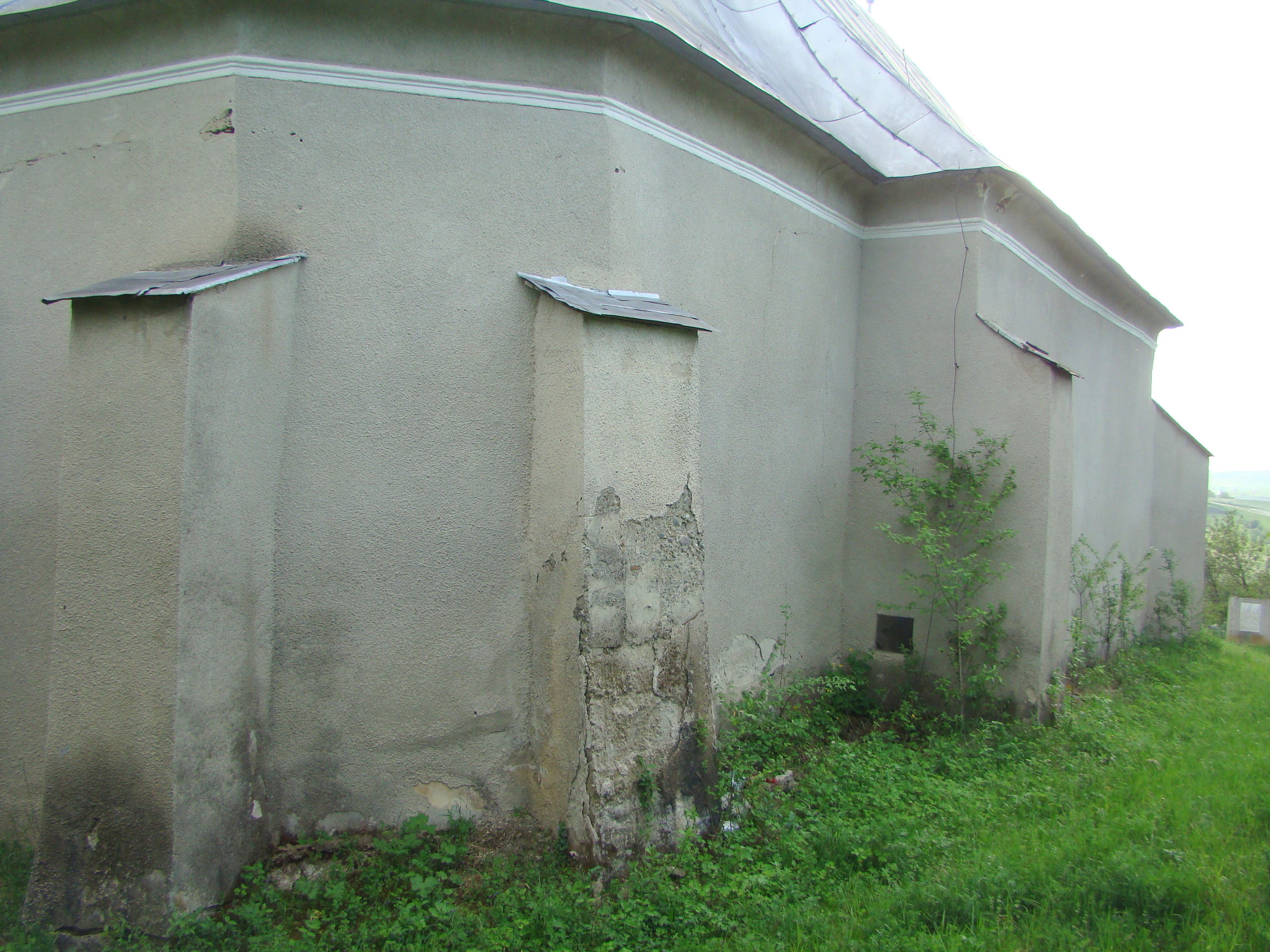
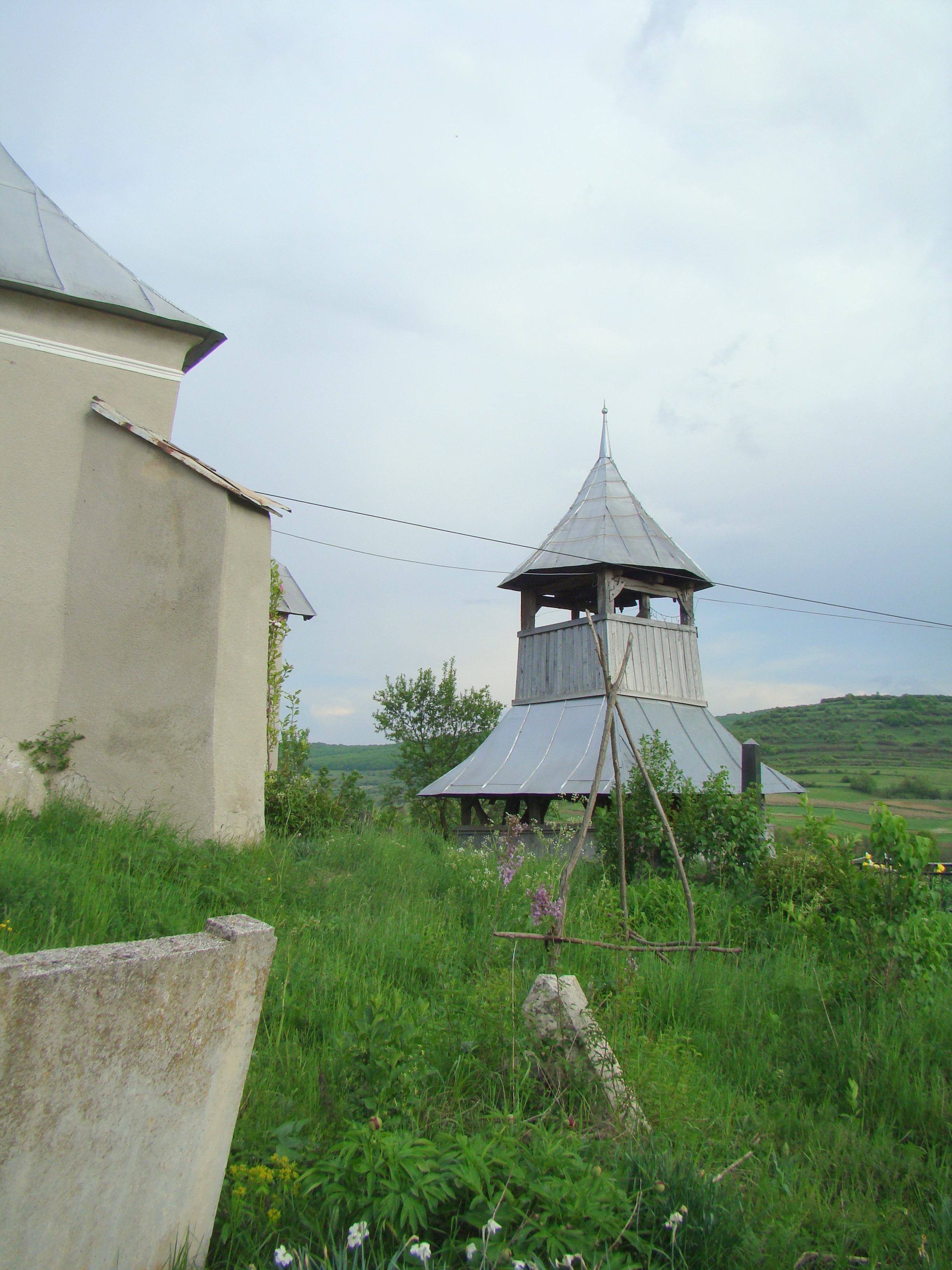
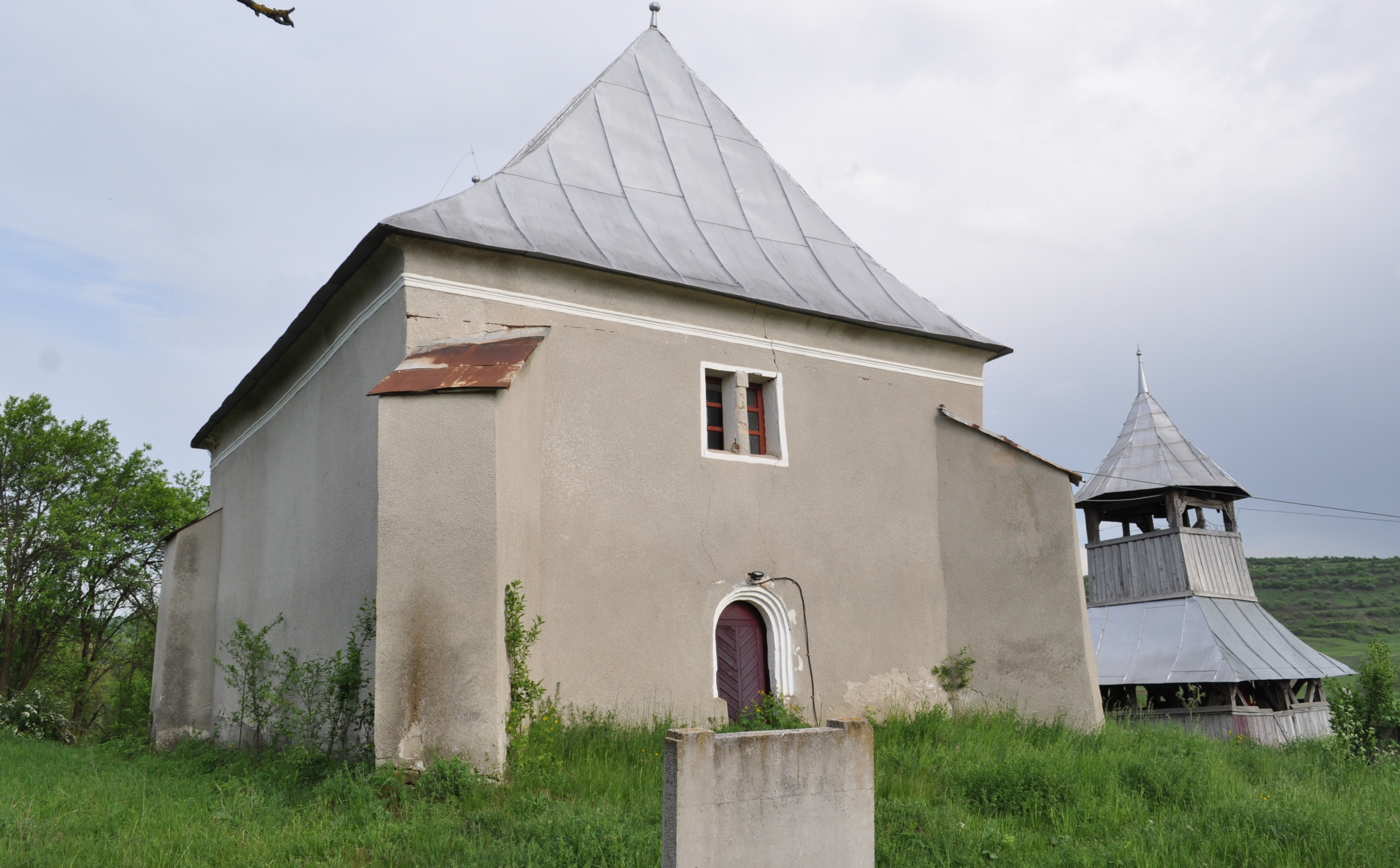
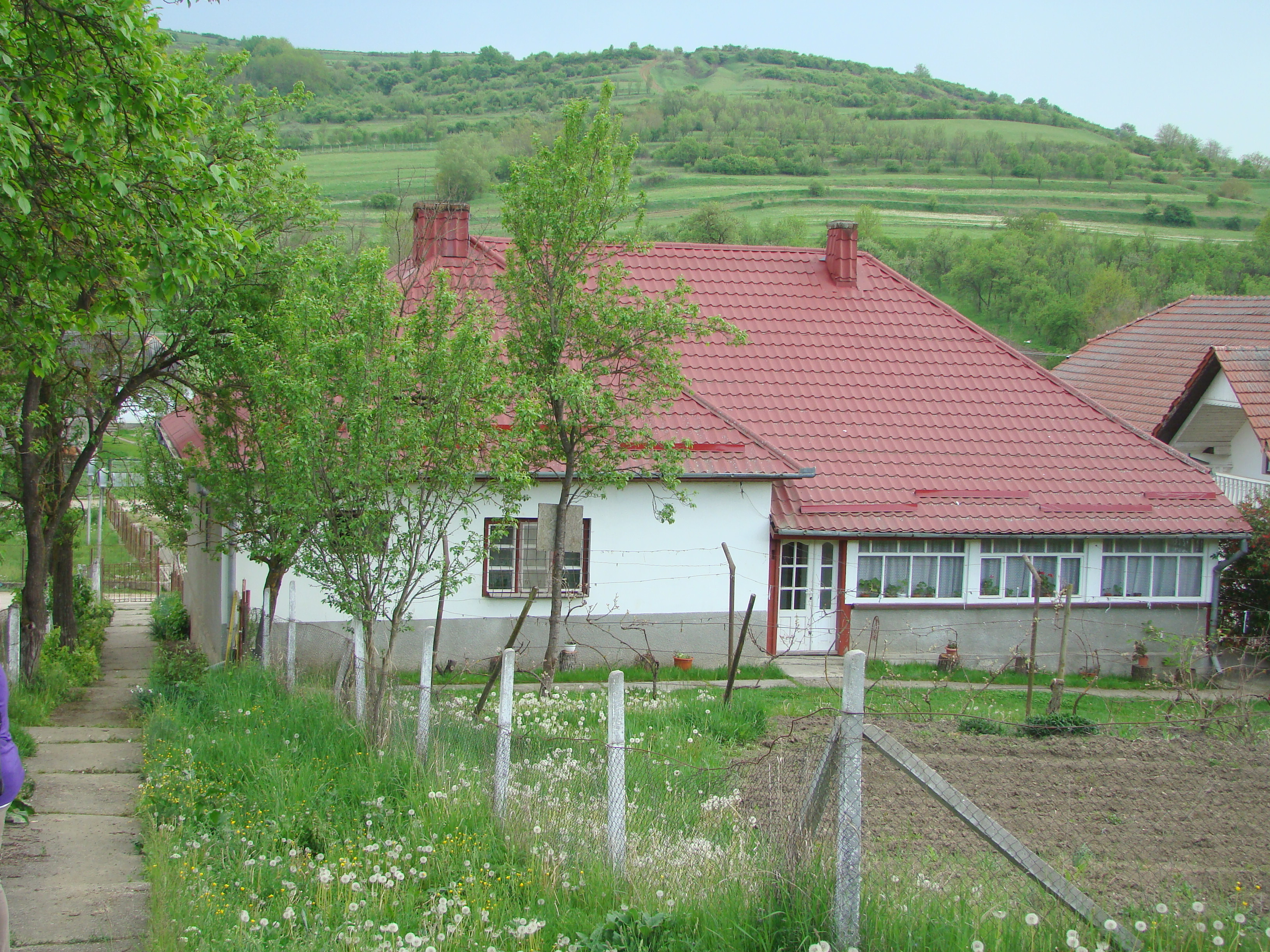

## Vezi și
- Strugureni, Bistrița-Năsăud